# Clue cell

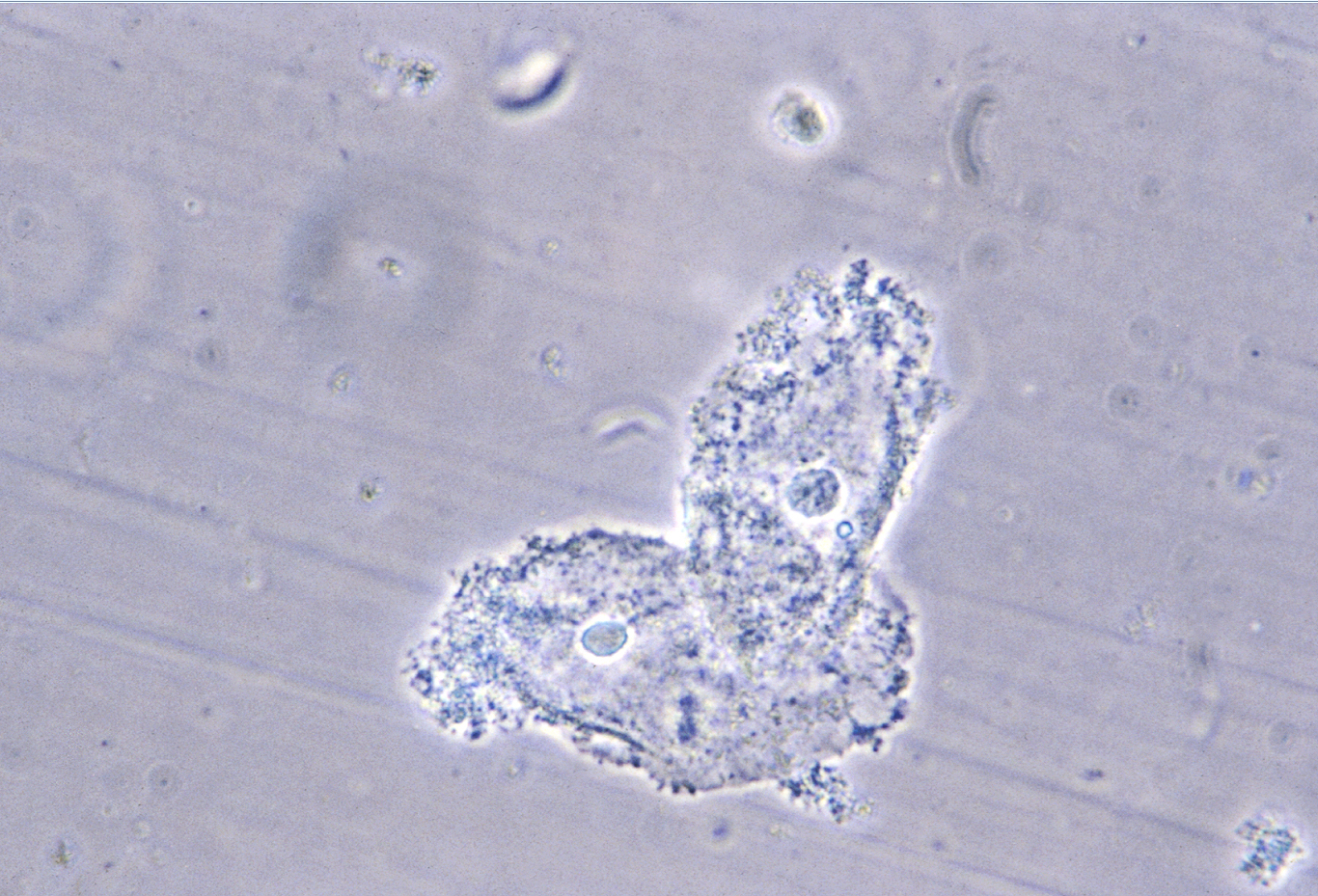
Des clue cells, reconnaissables à l'aspect frangé de leur membrane, bordée de bactéries.

Les clue cells sont des cellules épithéliales vaginales couvertes de bactéries. Elles sont signe de vaginose bactérienne, particulièrement due à Gardnerella vaginalis, une espèce à Gram variable communément rencontrée dans la flore vaginale mais qui peut devenir pathogène en cas de déséquilibre de celle-ci.
L'infection bactérienne confère une odeur fétide de poisson au frottis vaginal de couleur jaune/grise. En outre, le pH vaginal, normalement acide grâce aux Lactobacillus, augmente et dépasse 4,5.